# Павловка (Калиновский район)
Павло́вка (укр. Павлівка) — село на Украине, находится в Калиновском районе Винницкой области.
Код КОАТУУ — 0521686103. Население по переписи 2001 года составляет 3798 человек. Почтовый индекс — 22436. Телефонный код — 4333.
Занимает площадь 0,284 км².

## Религия
В селе действует храм иконы Божией Матери «Всех скорбящих радосте» Калиновского благочиния Винницкой епархии Украинской православной церкви.

## Адрес местного совета
22436, Винницкая область, Калиновский р-н, с. Павловка, ул. Мира, 84

## Известные уроженцы
- Волынец, Пётр Каленикович (1924—1943) — Герой Советского Союза.
- Ковальчук, Иван Иванович (1918—2001) — Герой Советского Союза.
- Кундзич, Алексей Леонардович (1904—1964) — писатель.